# Bay FC
Der Bay Football Club ist ein US-amerikanisches professionelles Frauensoccer-Team mit Sitz in der San Francisco Bay Area in Kalifornien. Sie begannen in der Saison 2024 als Expansionsteam in der National Women’s Soccer League (NWSL) zu spielen. Die Eigentümergruppe, die von der Investmentfirma Sixth Street Partners und vier ehemaligen Spielerinnen der US-amerikanischen Frauen-Nationalmannschaft geleitet wird, erhielt am 4. April 2023 eine Expansion-Lizenz. Es ist das erste professionelle Frauensoccer-Team, das in der Bay Area ansässig ist, seit die San Jose CyberRays und FC Gold Pride in früheren Ligen spielten. Der CEO von Sixth Street, Alan Waxman, und die ehemalige Nationalspielerin Aly Wagner wurden zu den Co-Vorsitzenden des Vereins ernannt. Der Name des Teams, Bay FC, sowie das Logo wurden am 1. Juni 2023 bekannt gegeben.

## Stadion
Ihr Heimstadion ist der PayPal Park in San Jose, Kalifornien, ein reines Fußballstadion mit 18.000 Plätzen, das ebenfalls die Heimat der San Jose Earthquakes aus der Major League Soccer (MLS) ist.

## Farben und Wappen
Der Verein enthüllte seine Farben und sein Wappen am 1. Juni 2023. Das Wappen ist ein Kreis mit einem Schwarzbuchstaben-Monogramm B, das ein Element der Golden Gate Bridge integriert. Die Hauptfarben des Vereins sind Blau und warmes Rot, die als Bay und Poppy bezeichnet werden. Die Sekundärfarben sind zwei Grautöne, die als Fog Gray und Steel beschrieben werden.
Die Werbeagentur Goodby Silverstein & Partners beriet den Verein bei der Entwicklung der Identität und des Logodesigns. Bei der Enthüllung des Markenauftritts erklärte Wagner, dass der Verein bewusst auf Spitznamen und Maskottchen verzichtet habe, um eine konzeptionelle Zeitlosigkeit und Einfachheit zu betonen.

## Kader 2024
| Nr. |                    | Position | Name               |
| --- | ------------------ | -------- | ------------------ |
| 0   | Vereinigte Staaten | TW       | Katelyn Rowland    |
| 1   | Vereinigte Staaten | TW       | Melissa Lowder     |
| 2   | Vereinigte Staaten | AB       | Savannah King      |
| 3   | Vereinigte Staaten | AB       | Caprice Dydasco    |
| 4   | Vereinigte Staaten | AB       | Emily Menges       |
| 5   | Schottland         | AB       | Jen Beattie        |
| 6   | Vereinigte Staaten | MF       | Maya Doms          |
| 7   | Ghana              | ST       | Princess Marfo     |
| 8   | Nigeria            | ST       | Asisat Oshoala     |
| 9   | Sambia             | ST       | Racheal Kundananji |
| 10  | Venezuela          | MF       | Deyna Castellanos  |
| 12  | Vereinigte Staaten | ST       | Tess Boade         |
| 13  | Vereinigte Staaten | AB       | Abby Dahlkemper    |
| 14  | Vereinigte Staaten | MF       | Jamie Shepherd     |
| 15  | Vereinigte Staaten | MF       | Caroline Conti     |
| 16  | Vereinigte Staaten | AB       | Jordan Brewster    |
| 17  | Vereinigte Staaten | MF       | Catherine Paulson  |
| 18  | Vereinigte Staaten | MF       | Joelle Anderson    |
| 19  | Vereinigte Staaten | MF       | Dorian Bailey      |
| 20  | Vereinigte Staaten | AB       | Alyssa Malonson    |
| 21  | Vereinigte Staaten | ST       | Rachel Hill        |
| 22  | Vereinigte Staaten | MF       | Alex Loera         |
| 23  | Vereinigte Staaten | AB       | Kiki Pickett       |
| 24  | Vereinigte Staaten | AB       | Maddie Moreau      |
| 29  | Vereinigte Staaten | TW       | Jordan Silkowitz   |
| 32  | Vereinigte Staaten | TW       | Emmie Allen        |
| 55  | Vereinigte Staaten | ST       | Penelope Hocking   |